# Каффин, Кэтлин
Кэтлин Каффин (англ. Kathleen Mannington Caffyn; 1855, Типперари, Ирландия - 6 февраля 1926 года, Турин, Италия) — английская романистка, писавшая под псевдонимом «Jota».
Кэтлин Хант получила домашнее образование. В возрасте 21 года приехала жить в Лондон. В 1879 году вышла замуж за врача Стефана Мэннингтона Каффина (англ. Stephen Mannington Caffyn), с которым уехала в Австралию в 1880 году. Супруги жили в Сиднее, а в 1883 году перебрались в Мельбурн. Кэтлин организовала Сообщество медсестер (англ. District Nursing Society) в городке Виктория. В 1892 году Каффины вернулись в Лондон, где и были опубликованы все основные произведения Кэтлин.
Её романы: «Children of Circumstances» (1894), «A Comedy of Spasms» (1895), «A Quaker Grandmother» (1896), «Poor Minx» (1898), «Anne Mauleverer» (1899), «The Minx» (1900), «The Happiness of Jill» (1901) и др.